# Белоярское водохранилище
Белоя́рское водохрани́лище — искусственный водоём на реке Пышме, расположенный в Свердловской области, на территории муниципального округа Заречный и частично Берёзовского муниципального округа, в 50 километрах к востоку от Екатеринбурга. Крупнейшее водохранилище Свердловской области. Высота над уровнем моря — 212 метров.
Образовано в связи со строительством Белоярской АЭС и используется в качестве охладителя её реакторов, а также для технического водоснабжения станции.

## Характеристики
Водохранилище руслового типа. Строительство его началось в 1956 году и завершилось в 1960-м. После  этого в течение трёх лет водохранилище было заполнено. Плотина грунтовая, насыпная, длиной в 306 метров, высотой в 25 метров, находится в 73 километрах от истока реки Пышмы. 
В водохранилище впадают реки: Малая Липовка, Большая Липовка, Марья, Маралка, Вересовка, Черемшанка и несколько безымянных ручьёв.

## Флора и фауна
В водоёме обитают лещ, судак, окунь, плотва, ёрш, налим, линь, щука, карп. В июле 2010 года в водохранилище рыбаками была выловлена пиранья.
В 2010 году началась работа по предотвращению бурного размножения синезелёных водорослей — в водоём заселяют другие водоросли — разновидности хлореллы.

## Данные водного реестра
По данным государственного водного реестра России, Белоярское водохранилище относится к Иртышскому бассейновому округу, речному бассейну Иртыша, речному подбассейну Тобола. Водохозяйственный участок — Пышма от истока до Белоярского гидроузла.
Код объекта в государственном водном реестре — 14010502021411200011349.

## Рекреационное значение
Водохранилище популярно у любителей рыбалки. Здесь проводятся соревнования по рыбной ловле, парусному спорту, виндсёрфингу и гонкам по льду.